# داگور کائوری
داگور کائوری (ایسلندی: Dagur Kári؛ زادهٔ ۱۲ دسامبر ۱۹۷۳) یک کارگردان، آهنگ‌ساز، و فیلم‌نامه‌نویس اهل ایسلند است. از آثار او می‌توان به نوی زال (۲۰۰۳) اشاره کرد که نامزد جایزه بهترین فیلم اروپایی از نگاه تماشاگران شده است.